# Damalis poseidon
Damalis poseidon är en tvåvingeart som först beskrevs av H. Oldroyd 1970.  Damalis poseidon ingår i släktet Damalis och familjen rovflugor.
Artens utbredningsområde är Kongo. Inga underarter finns listade i Catalogue of Life.